# 沙田崇真中學
沙田崇真中學（英語：Shatin Tsung Tsin Secondary School）為香港一所位於沙田區、以英語授課的津貼中學，於1985年自崇真書院分拆，2011年遷入位於名城的校舍。

## 歷史
因崇真英文書院其中一座大樓於1982年屋頂倒塌後成為危樓，導致該校無法再容納更多學生，而且要改為半日制上課。因此，基督教香港崇真會與教育署商討解決辦法，最後於1984年12月接納當局建議，分拆下年度中四、中六及中七級至沙田新建校舍。隨後，此校於1985年正式從崇真英文書院剝離，而原校亦得以恢復全日授課。當時的校舍設於新翠邨的一所全連環型校舍內。
由於原來的校舍空間不足，而且無法再擴建，此校於2006年競投位於名城的新建校舍，並於翌年獲得受理。隨著校舍所在的名城第二期於2011年落成，此校亦於同年7月遷入新址。

## 校舍

### 現有校舍
現時的校舍為一座採用特別設計的後期型中學千禧校舍，佔地約6,115平方米，樓高9層（包括位於平台以下的停車場層），設30間課室及各種特別室，並與毗鄰的聖母無玷聖心學校共用一條行人通道出入。校舍屬名城第二期的一部分，由保華建業集團承建，於2011年連同住宅部分完工。
值得一提的是，此校為全港最後一座中學版本千禧校舍，以及倒數第二座千禧校舍。此後，所有新建中學校舍均採用後千禧校舍標準。

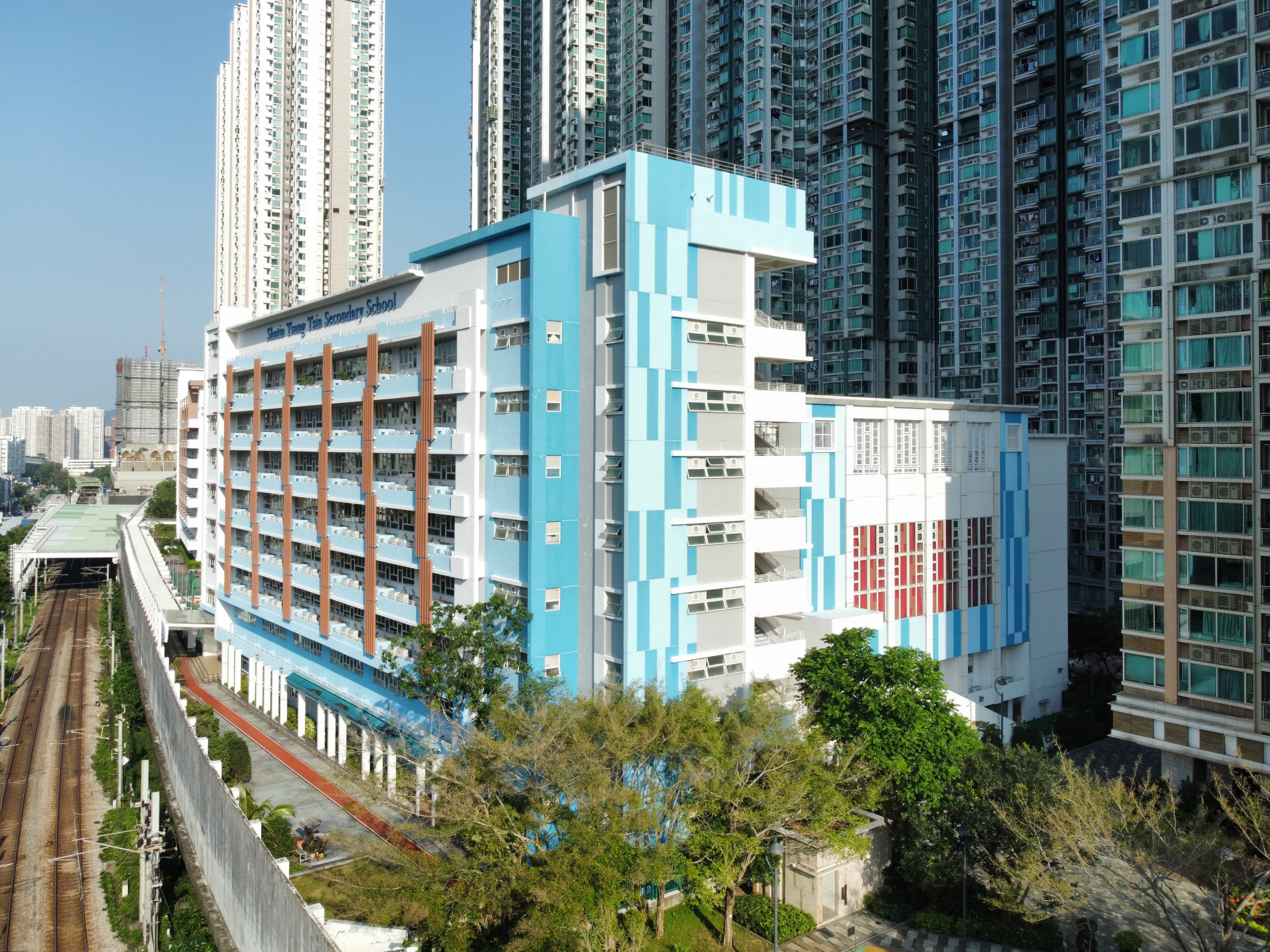
現有校舍西面
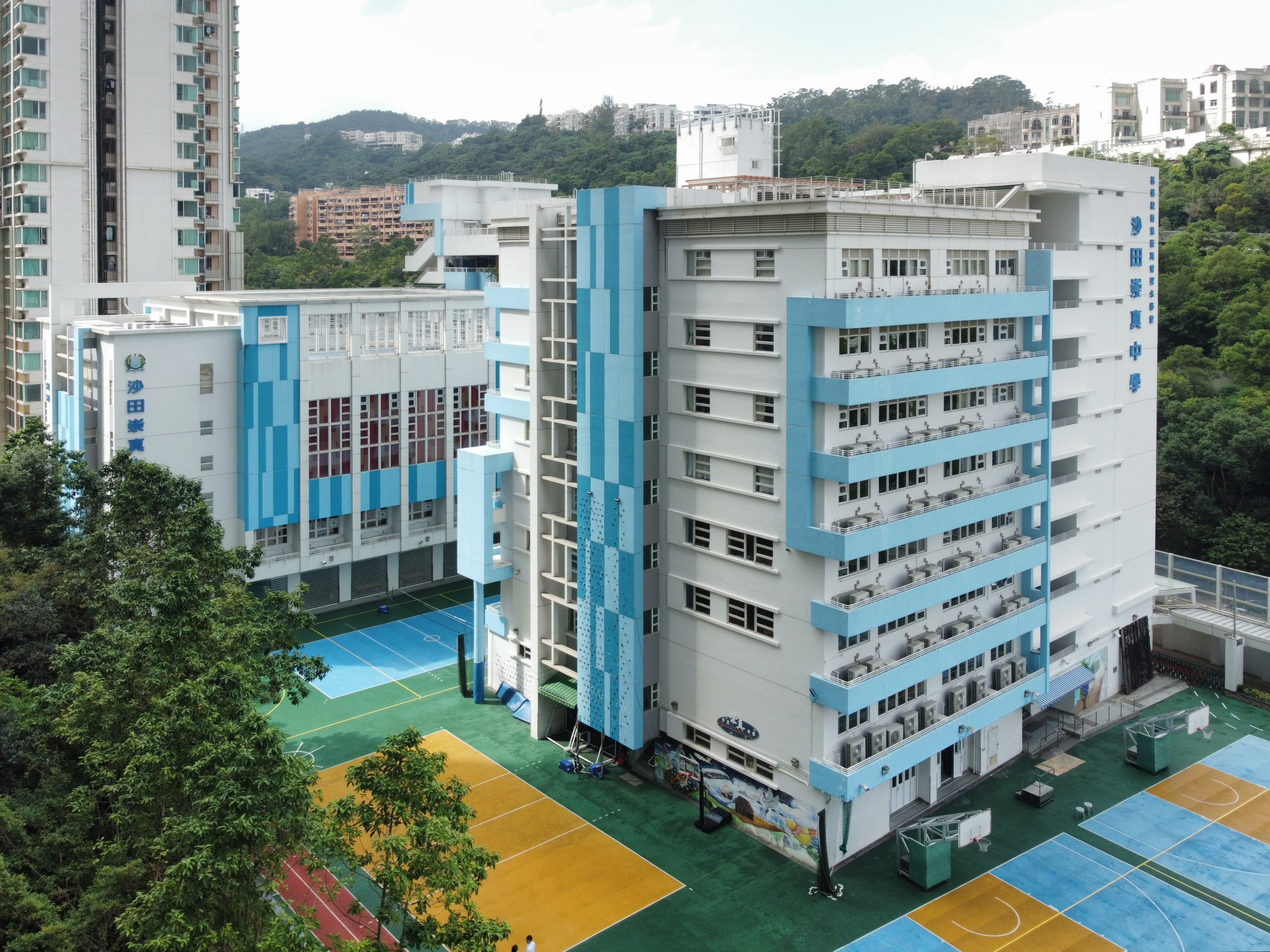
現有校舍東面

### 新翠邨舊校舍
新翠邨舊校舍為一間經加建的全連環型校舍，面積約5,800平方米，設有27間課室及各種特別室，而禮堂大樓與鄰近的五育中學相連。兩校校舍均撥用亞洲開發銀行貸款，並由房委會代建，原訂1982年落成，但最終延遲兩年完工。
隨著新校舍於2011年完工，舊校舍隨之騰空，並先後用作東華三院黃笏南中學及港島中學的臨時校舍。及後，舊校舍曾於2019冠狀病毒病香港疫情期間，借予社會福利署作防疫物資倉庫，再於2024年納入分配工作，供同邨循理會白普理基金循理小學第二次遷校。

## 歷任行政人員

### 校監
- 謝惠芳先生（1985年—？，創校校監[3]）
- 張子江先生[18][註 5]
- 鄧惠忠先生[19]
- 丘頌先生[20]
- 萬樂人女士（現任校監）

### 校長
- 周何翠珍女士（1985年—1987年[3]，創校校長，原同系崇真書院校長[21]）
- 李輝榮女士（1987年—1991年，第二任）
- 葉秀華女士，JP[22]（1991年—2008年，第三任）
- 張文偉先生（2008年—2019年，第四任，後調任同系基督教崇真中學校長）
- 梁潔妍女士（2019年起，現任校長）

## 軼事及事件
- 在2011年新校舍啟用初期，連接美田路至校舍的公眾通道被批評設計不完善，學生被迫依賴樓梯進出校舍。及後，政府及港鐵均否認設計不當[23]。
- 2012年5月21日，此校中一男生秦家澧疑因學業壓力，在寓所跳樓自殺身亡。事後，校方向其家人及同學提供緊急輔導[24]。
- 2014年9月25日，此校中六學生周家浩及其同學於參與「佔中」相關罷課行動期間，被一名老翁揮拳襲擊，導致其門牙飛脫。及後，「沙田崇真中學—支援中學生罷課行動關注組」指施襲者身份為「維園阿伯」[25]。
- 2015年10月，此校飲水機被驗出食水含鉛量超標[8]。
- 2022年7月25日至8月1日，此校有6位曾參加7月25日至7月27日舉行的班際籃球比賽的中二級同學確診2019冠狀病毒病，其中2C及2D班分別有4人及2人染疫，而其餘4班（即2A、2B、2E、2F）暫未有任何與該比賽的相關確診個案。及後，衛生防護中心根據校方所提供的比賽名單上的資料，一供發現有83名學生曾參加上述三天的賽事，於是決定該批學生連同2C班全班，需要停課七日至2022年8月8日。[26]

## 著名校友
政界
- 劉勇威：前大埔區議會副主席（舊墟及太湖選區）
- 李世鴻：前沙田區議員（翠嘉選區）
- 周諾恆：前社民連副主席

教育界
- 張志楷：香港中文大學國際政治博士，現任英國杜倫大學（University of Durham）政府與國際事務學院講師
- 梁柏聰：香港專業教育學院柴灣分校應用科學系講師
- 劉建盟：香港中文大學醫學院病理解剖及細胞學系助理教授

商界
- 列家誠：初創企業商人[27]
- 崔智明：中國銀行（香港）工商部副部長

傳媒及文化界
- 林敏康：時代生活公司亞洲分公司（美國時代華納集團）出版總監
- 林小珍（2000年中七畢業）：前無綫新聞財經組高級記者及主播[28]
- 林子豪：煤氣公司企業事務助理總經理，曾任無綫新聞首席記者、九巴傳訊及公共事務部副主管
- 盧熾剛（Cuson Lo）：香港政治漫畫家
- 魏派賢：前亞視新聞記者，現為星島日報記者

演藝界
- 李小惠：1992年亞洲小姐亞軍
- 郭嘉文：2015年香港小姐季軍
- 吳千語：模特兒、電影演員
- 梁天俊：ViuTV生活旅遊節目「衝三小」主持人「爆軚占」

KOL界
- 黃瀅仴：香港無綫新聞藝人。並在2022年創立BiliBili帳號，成為全港第一多人追蹤的嗶哩嗶哩女網紅。

其他
- 吳敏兒：英國航空機艙服務員協會主席

## 註解
1. ↑  2021/22年度[1]
2. ↑  2021/22年度[2]
3. ↑  其細部設計因應長江實業委託的建築師意見而作出較大改動及簡化，以配合名城屋苑的整體設計；此外，小組教學室及廁所位置與標準設計對調。
4. ↑  而最後一座嚴格按政府標準設計的同類校舍為伊利沙伯中學舊生會湯國華中學，較此校早六年完工。
5. ↑  張子江當時兼任迦密中學校長；已於2013年逝世。

## 外部連結
- 沙田崇真中學官方網頁 （页面存档备份，存于）